# هری استونس
هری استونس (هلندی: Harry Steevens؛ زادهٔ ۲۷ آوریل ۱۹۴۵) ورزشکار ورزش دوچرخه‌سواری اهل هلند است.
وی در مسابقات کشوری و بین‌المللی در مجموع برندهٔ ۱ مدال نقره شده‌است.